# ThinkPad 600

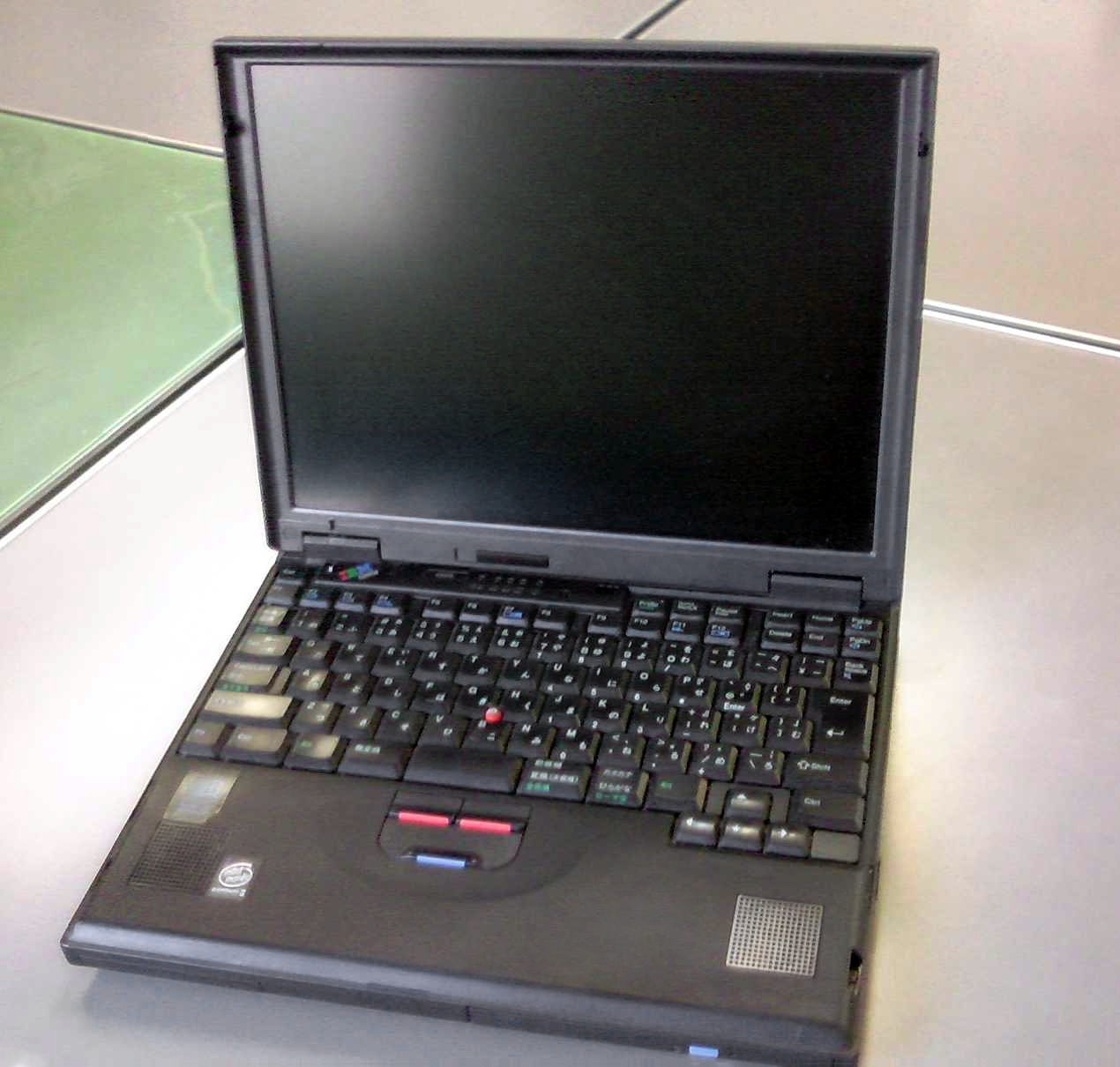
ThinkPad 600E

Thinkpad 600（シンクパッド600）は、IBMのノートパソコン。ThinkPadブランドのシリーズの一つ。

## 概要・特徴
1998年から2000年にかけて販売された、13.3インチXGA液晶ディスプレイを搭載したA4サイズの2スピンドルノートパソコン。 可搬性を考慮して重量は2.5kg以内に収まっている。
ThinkPadシリーズの特徴である黒いボディに赤いトラックポイントをこの機種も受け継いでいる。また、フロッピーディスクドライブ、CDーROMドライブなどのデバイスを自由に交換できるウルトラスリムベイが搭載されている。これにはユーザーが自分のニーズに合わせて好きなデバイスを選べるという利点があり、この機構は後のThinkPadシリーズでもウルトラベイ2000およびウルトラベイ・スリムなどとして使用されている。 専用FDDは、ウルトラスリムベイに内蔵できるほかに、専用の外付けベイに装着できる。
ボディは軽量かつ剛性をもたせるため、マグネシウム合金が初めて採用された。なお、全体にThinkPad X2xおよびTシリーズのようなラバー状の手触り感がある塗装が施されたことも特徴であったが、初期のモデルは、塗装が剥がれやすく、特に手のひらの汗と摩擦を受けるパームレスト部分（特にスピーカー穴の格子がある部分）がポロポロに剥離するトラブルがあった。なお、パームレストパーツは合金ではなく、ABS樹脂である。

## キーボード
Thinkpadのキーボードはノートパソコンの中でも評判が良いが、その中でもThinkpad 600シリーズのキーボードは、その適度なキータッチやIBM独自のキー配列でデスクトップ用キーボード並みの使いやすさがあると好評であった。

## ラインナップ（日本向け）
Thinkpad 600シリーズは大きく分けて600,600E,600Xの三種類に分けられ、各モデルにインテル・Pentium II 233MhzからPentium III 650Mhzまでを搭載している。
チップセットは一貫して440BXが使用された。グラフィックチップはNeoMagic MagicGraph または MagicMedia であり、3D描画能力は考慮されていなかった。
ThinkPad 600（無印）
- 1998年9月に発売開始。
- Pentium II CPU搭載。FSBは66MHz。
  - 2645-41J/ 46J/ 51J/ 53J/ 86J

ThinkPad 600E
- 1999年2月発売。
- Pentium II CPU搭載。FSBは66MHzまたは100MHz。
  - 2645-3LJ/ 3KJ/ 4LJ/ 4KJ/ 4MJ/ 8KJ/ 8MJ /5BJ

ThinkPad 600X
- 2000年2月発売。
- Pentium III CPU搭載。 このグループから、マザーボードにMiniPCIスロットが実装され、MiniPCIモデムカードが搭載された。LANは内蔵されなかった。
  - 2645-3GJ/ 3HJ/ 7NJ/ 4GJ/ 4HJ/ 8RJ/ 8SJ/ 5GJ/ 9NJ
  - 2645-5FJ （Pentium III-650MHz CPU 搭載。ThinkPad 600シリーズ最高峰のモデル）

## CPU換装によるグレードアップ
Thinkpad 600(無印)はCPUとしてMMC-1、600E以降はMMC-2を採用しており、CPUの交換が比較的容易な構造となっている。
ただし、MMC-1/2のCPUモジュールは一般に市販されたものではないため入手性は悪く、
特にMMC-2の最高クロックである850MHzは、現在もインターネットオークション等でプレミア付き価格にて取引されている。

### 600EへのPentium III搭載
600EのCPUを換装してMobile Pentium III、またはMobile Pentium IIIベースのCeleronを搭載した場合、
システムボードがPentium IIIアーキテクチャを理解できずにエラーとなることがある。
しかし、BIOSに簡単な細工を施すことで、このエラーを回避する方法が知られている。

### SpeedStep対応Mobile Pentium IIIについて
SpeedStep対応Mobile Pentium IIIを、SpeedStep機能を理解できるシステムボードを搭載した600X(日本国内で販売されたモデルでは、2645-5FJのみ)に搭載した場合でも、バッテリを装着しないとフルスピードで動作しない仕様となっている。
しかしCPUに改造を施すことで、バッテリなしでも強引にフルスピードで動作させる手法が知られている。